# Хулио Кортасар
Хулио Флоренсио Кортасар (шп. Julio Cortázar; Брисел, Белгија, 26. август 1914 – Париз, Француска, 12. фебруар 1984) је био аргентински писац, преводилац и интелектуалац. Определио се за француско држављанство 1981. године из протеста против аргентинског милитарног режима.
Кортасар је познат као један од оснивача латиноамеричког бума. Сматра се да је један од најиновативнијих и најоригиналнијих аутора свог времена, врхунски приповедач и есејиста.Као творац романа у којима пробија класичне оквире бежећи од временске линеарности, заслужан је за увођење потпуно новог начина писања у хиспанску књижевност. Будући да садржина његових дела прелази границу између реалности и фантастике, доводи се у везу са магичним реализмом, па чак и надреализмом.
Своје детињство, младост и почетак зрелог доба провео је у Аргентини, док је од педесетих година живео у Европи. Пребивао је у Италији, Шпанији и Швајцарској, да би 1951. емигрирао у Француску где је живео до краја живота и чији је амбијент описао у неким од својих дела.
Осим књижевног дела, значајан је и његов преводилачки рад за Унеско.

## Биографија

### Детињство
Хулио Кортасар је рођен у Икселу, општини на југу Брисела, у Белгији, који је у време његовог рођења био под немачком окупацијом.
Мали Коко, како су га у породици звали, био је син Хулија Хосеа Кортазара и Марије Ерминије Доскоте, обоје пореклом из Аргентине. Његов отац је био службеник у амбасади Аргентине у Белгији. Касније у свом животу Кортазар је изјавио: „Моје рођење је било последица туризма и дипломатије.“
Пред крај Првог светског рата Кортасарови су успели да пређу у Швајцарску, где су родитељи Хулиове мајке чекали на неутралној територији, и одатле мало касније у Барселону, где су живели годину и по дана. Као четворогодишњак Хулио Кортасар се вратио са породицом у Аргентину и остатак свог детињства провео у Банфилду, на југу Буенос Ајреса, заједно са мајком, тетком и старијом сестром, будући да је отац напустио породицу када је Хулио имао шест година. Становали су у кући са задњим двориштем, које је касније било инспирација за неке од његових прича. Ипак, у писму Грасијели М. де Сола, у Паризу, 4. децембра 1968, овај период свог живота Кортазар је описао као „пун робовања, претеране осетљивости и честе туге“.
Како је био болешљиво дете, већину времена је проводио у кревету, читајући. Његова мајка, која је говорила неколико језика и и сама била љубитељ књига, упознала га је са делима Виктора Игоа, Едгара Алана Поа и Жила Верна, коме се дивио до краја свог живота. Такође је проводио сате читајући речник Pequeño Larousse. Толико је читао да се његова мајка, како би утврдила да ли је то нормално, обратила директору школе, касније и доктору, а они су јој препоручили да њен син престане са читањем на неколико месеци да би више времена проводио напољу.
Веома рано је почео да пише. Са девет или десет година већ је имао написан један кратак роман, нажалост изгубљен, који је такође садржао неколико прича и сонета. С обзиром на бројност његових дела у тако раном добу, Хулиова породица, укључујући и његову мајку, сумњала је у њихову оригиналност, што је у писцу изазвало велику тескобу, о чему је говорио у каснијим интервјуима.
Многе Кортасарове приче су аутобиографске и односе се на његово детињство, између осталих „Бестијариј“ (шп. Bestiario), „Крај игре“ (шп. Final del juego), „Госпођица Кора“ (шп. La señorita Cora) и др.

### Младост
Са 18 година Кортасар се квалификовао за наставника у основном образовању, а 1935. и за професора у Школи професора „Маријано Акоста“.У том периоду је почео да посећује бокс мечеве, где је развио специфичну идеју о филозофији овог спорта „елиминишући крвави и сурови аспект који изазива толико одбојности и беса“. Дивио се човеку који је увек ишао напред и захваљујући чистој снази и храбрости успевао да победи.
Као деветнаестогодишњак сусрео се са делом „Опијум: дневник једне детоксикације“ Жана Коктоа, које га је засенило и до краја живота остало једна од његових омиљених књига.
На Универзитету у Буенос Ајресу започео је студије филозофије. Међутим, након завршене прве године схватио је да треба да искористи своје звање и почне да зарађује како би помогао мајци. Држао је часове у Боливару, Саладиљy, а затим и у Ћивилкоју. Становао је у усамљеним квартовима, у пансионима, где је готово све време проводио читајући и пишући. Између 1939. и 1944. године живео је у Ћивилкоју, где је предавао књижевност и такође посећивао окупљања пријатеља која су се одржавала у фотографском локалу Игнасија Танкела. На предлог ове групе, први и једини пут је радио на једном кинематографском тексту, односно сарађивао у изради скрипте за филм „Сенка прошлости“ (шп. La sombra del pasado), који се снимао у Ћивилкоју 1946. године. Ова епизода се нашла у документарном филму „Тражећи сенку прошлости“ (шп. Buscando la sombra del pasado) режисера Херарда Панера, који је приказан 2004. године.
Године 1944. преселио се у Мендосу где је на универзитету (шп. Universidad Nacional de Cuyo) предавао француску књижевност. Његова прва прича, „Вештица“ (шп. Bruja), била је објављена у часопису Correo Literario. Учествовао је на манофестацијама опозиције перонизма. Године 1946, када је Хуан Доминго Перон победио на председничким изборима, поднео је оставку. Како је изјавио, било му је драже да сам напусти катедру него да дође у ситуацију када ће на то бити приморан. Саставио је прву збирку прича „Druga obala“ (шп. La otra orilla). Вратио се у Аргентину где се запослио у Аргентинској кући књиге (Cámara Argentina del Libro). Те исте године објавио причу „Casatomada“ у часопису Анали Буенос Ајреса (Los Anales de Buenos Aires) који је уређивао Хосе Луис Борхес, као и рад о енглеском песнику Џону Китсу, „Грчка урна у поезији Џона Китса“ (La urna griega en la poesía de John Keats) y Часопису класичних студија Универзитета у Кују (Revista de Estudios Clásicos de la Universidad de Cuyo).
Године 1947. био је сарадник у бројним часописима. У часопису „Реалност“ (шп. Realidad) објавио је важан теоријски рад, „Теорија тунела“ (шп. Teoría del túnel), где се такође појављује његова прича „Бестијариј“ (шп. Bestiario).
Наредне године је стекао титулу јавног преводиоца за енглески и француски језик, завршивши у периоду од девет месеци трогодишње студије. Овај напор је проузроковао неуролошке проблеме, од којих један (тражење бубашваби у јелу) нестаје са писањем приче „Circe“, која ће, заједно са две раније поменуте, објављене у Аналима Буенос Ајреса,бити укључена у књигу „Бестијариј“.
Године 1949. објавио је драматичну поему „Краљеви“ (шп. Los reyes), која је прво дело објављено под његовим правим именом, али игнорисано од стране критике. Током лета написао је први роман, “Забава“ (шп. Divertimento), који на неки начин наговештава „Школице“ (шп. Rayuela) из 1963.
Поред сарадништва у поменутом часопису Реалност, писао је за друге часописе културе из Буенос Ајреса, као што су „Пут“ (шп. Cabalgata) и „Југ“ (шп. Sur). За њих је написао осам текстова, углавном књижевне и филмске критике. У књижевном часопису „Запад“ (шп. Oeste) из Ћивилкоја објавио је поему „Семе“ (шп. Semilla).
Године 1950. написао је свој други роман, „Испит“ (шп. El examen), који је одбијен од стране књижевног саветника издавачке куће „Editorial Losada“, Гиљерма де Тореа. Са овим романом Кортазар је учествовао на конкурсу који је расписала иста издавачка кућа, али поново безуспешно. Као и први роман, прославио се тек касније, 1986.
Године 1951. објавио је „Бестијариј“, колекцију од осам прича, која је доживела локални успех. Убрзо је одлучио да се пресели у Париз, због неслагања са владом Перона. Осим повремених путовања по Европи и Латинској Америци, у Паризу је провео остатак свог живота.

### Љубавни живот
Године 1953. оженио се Аурором Бернандес, аргентинским преводиоцем, са којом је живео у Паризу готово у сиромаштву све док није прихватио да преводи читаве књиге, односно прозу Едгара Алана Поа за Универзитет Порторика. Овај рад ће касније критичари прогласити најбољим преводима једног америчког писца. Док је радио на преводима Кортазар је са својом супругом живео у Италији. Касније су у Буенос Ајрес отпутовали бродом, на коме је већину времена провео пишући свој нови роман.
Развео се од Бернандесове 1967. и започео везу са Литванком Уње Карвелис, са којом никада није ступио у законити брак. Поред ње је развио интересовање за политику.
Са својом трећом партнерком и другом супругом, америчком списатељицом Керол Данлоп (eng. Carol Dunlop), реализовао је бројна путовања, између осталог у Полонију, где је учествовао на конгресу солидарности са Чилеом. Остала путовања са својом супругом описао је у књизи „Los autonautas de la cosmopista“. Након смрти Керол Данлоп, вратио се Аурори Бернандес, која је била уз њега и за време болести и након његове смрти постала једина наследница његовог целокупног објављеног дела и свих текстова.

### Кортасар у друштву
„Кубанска револуција... ми је показала на на суров и болан начин велику политичку празнину у мени, моју политичку бескорисност... политичка питања су се наметнула у мојој литератури.“
 (Кортасарова подршка Кубанску револуцију).
Године 1963. посетио је Кубу позван од стране „Casa de las Américas” да буде у жирију за једно такмичење. Од тада, никада није престао да се интересује за латиноамеричку политику. Током те посете је такође и лично упознао Хосе Лесаму Лиму, са којим се дописивао од 1957, и чије пријатељство се наставило до његове смрти. 
Те исте године појављује се оно што ће бити његов највећи издавачки успех и што ће му одати признање да је учествовао у латиноамеричком буму: роман „Школице“, који се претворио у класик шпанске литературе.
Како је изјавио у једном писму упућеном Мануелу Антину у августу 1964, то није требало да буде име романа него Мандала: „Одједном сам схватио да немам право да захтевам од лектора да упознају будистички или тибетански езотеризам; али нисам зажалио због промене.“
Ауторска права за неколико његових дела су донирана да би помогла политичким затвореницима, између осталог онима у Аргентини. У једном писму упућеном његовом пријатељу Франсиску Поруи у фебруару 1967, признао је: „Љубав према Куби коју је Че осећао ме је на чудан начин учинила да се осећам као Аргентинац 2. јануара, када је Фиделов поздрав команданту Гевари на тргу Револуције изазвао овације које су трајале 10 минута од стране 300.000 људи.“
У новембру 1970. отпутовао је у Чиле, где се солидарисао са владом Салвадора Аљендеа и прешао је на пар дана у Аргентину да посети своју мајку и пријатеље, и тамо, делиријум је био једна једна од ноћних мора како је испричао у писму Грегорију Рабаси.
Следеће године, заједно са блиским писцима- Мариом Варгас Љосом, Симоном де Бовоар и Жаном Полом Сартром, успротивио се прогону и хапшењу аутора Еберта Падиље, разочаран ставом кубанског поступка. У мају 1971. изражава свој осећај амбивалентности према Куби у „Критици за време шакала“, песми објављеној у Cuadernos de Marcha.
Упркос томе, пратио је пажљиво политичку ситуацију у Латинској Америци. У новембру 1974. био је награђен са „Médicis étranger” за Librode Manuel и предао је новац од награде Јединственом фронту чилеанског отпора. Те године је био члан суда RussellII поново окупљеног у Риму да би се испитала политичка ситуација у Латинској Америци, поготово нарушавање људских права. Плод тога био је, касније измењен у Мексику, стрип Fantomas contra los vampires multinacionales, који је GenteSur изменио 1976. године. 1974. је такође заједно са писцима као што су Борхес, Бјој Касарес и Октавио Пас, затражио ослобођење Хуан Карлоса Онетија, затвореног због тога што је пресудио у корист приче El guardaespaldas Нелсона Маре, и чије је затварање имало трауматичне последице.

### Поезија
Иако је Кортазар познат највише по својим причама, написао је значајну количину песама у прози (у књигама као што су Historias de cronopios y de famas, Un tal Lucas, Último round); и такође и песме у стиховима (Presencia, Pameos y meopas, Salvo el crepúsculo, El futuro, Bolero).
Сарађивао је на многим издањима у различитим земљама, снимао је своје песме и приче, писао је текстове за танго плес и смишљао је текстове за књиге фотографија и цртане филмове. Снимио је у Немачкој са бандеонистом Хуан Хосе Мосалинијем песму Buenas Noches, che bandoneón и, са другим латиноамеричким ауторима, Poesía trunca, дискове за Casa de las Américas као почаст револуционарним песницима (1978).

### Никарагва
Године 1976, путује у Костарику где се сусреће са Серхиом Рамиресом и Ернестом Карденалом и започиње подземни пут до места Солентинаме у Никарагви. Овај пут ће га заувек обележити и биће почетак многобројних посета овој земљи.
Након тријумфа сандинистичке револуције понавља посету Никарагви и помно прати напредак и реалност како никарагванску тако и латиноамеричку. Ова искуства ће као резултат дати серију текстова који ће бити убачени у књигу „Nicaragua, tan violentamente dulce”.
Године 1978, на захтев чилеанске музичке групе Quilapayún, преуредио је део текста Cantata Santa María de Iquique, што је изазвало гађење аутора овог дела, композитора Луиса Адвиса, који није био консултован. Верзија са Кортазаровим исправкама је снимљена у две прилике, али је касније група поново интерпретовала дело у складу са Адвисовим оригиналом.

### Последње године
По једном истраживању током војне диктатуре, 29. августа 1975. ДИППБА је створио документ број 3178 са табелом која је садржала 6 података: презиме (Кортасар), име (Хулио Флоренсио, друго име написано слободном руком), држављанство (Аргентина, Француска), место, професија (писац) и социјално порекло или ентитет: Habeas. Овај документ је пронађен међу осталих 217000 личних докумената који су припадали покрајинској полицији у Буенос Ајресу.
У августу 1981. је доживео унутрашње крварење и преживео је чудом. Никада није престао да пише, била је то његова страст чак и у најтежим тренуцима.
Године 1983, враћа се демократија у Аргентину, Кортазар последњи пут путује у своју домовину, где су га срдачно дочекали његови обожаваоци, који су га заустављали на улицама и тражлили му аутограм, супротно од равнодушности од стране локалних власти (председник Раул Алфонсин који је био окружен интелектуалцима као што Ернесто Сабато, новинарка Магдалена Руис Гињасу, хирург Рене Фавалоро и глумац Луис Брандони, одбија да га дочека). Након што је посетио неколико пријатеља, враћа се у Париз. Недуго затим, Франсоа Митеран му даје француско држављанство.
У Паризу је провео своје последње године у две куће, једној у улици Мартел и другој у ‘’L’Eperonu’’. Прва је припадала једном малом стану на трећем спрату без лифта, удобном, светлом и пуном књига и дискова са музиком, где је имао обичај да дочекује посете других писаца који су пролазили кроз град, у пратњи своје мачке Фланел.
Керол Данлоп је преминула 2. новембра 1982. што је Кортасара гурнуло у дубоку депресију. Хулио је умро 12. фебруара 1984. од леукемије. Ипак, 2001. године уругвајска списатељица Кристина Пери Роси потврдила је у својој књизи да је писац веровао да је леукемију изазвала сида, којом се Кортасар заразио током једне трансфузије крви на југу Француске. Два дана касније, био је сахрањен на гробљу Монпарнас на истом гробу у ком је почивала Керол. Камен и скулптура који су красили гроб направили су њихови пријатељи, уметници Хулио Силва и Луис Томасељо. Његовој сахрани присуствовали су многи његови пријатељи, као и његове бивше партнерке Уње Карвелис и Аурора Бернандес. Бернардес га је посећивала током његових последњих година, након смрти Данлопове. Обичај је да се на гробу остављају разне успомене, као што су белешке, суво цвеће, оловке, писма, новчићи, карте за метро, отворене књиге или пакет јагода.
У априлу 1933, Аурора Бернандес је донирала фондацији Хуан Марћ из Мадрида персоналну библиотеку аутора, из улице Мартел, која је садржала више од четири хиљаде књига, од којих су више од 500 биле посвећене писцу од стране писаца који су га ценили, и већина њих поседује белешке које је направио сам Кортасар, од којих је састављено дело Cortázar y los libros (2011).

### Признања
У Буенос Ајресу његово име носи трг Кортасар - раније познат као трг Серано, смештен на раскрсници улица Серано и Хондурас (у крају Стари Палермо).
Мост Хулио Кортасар, смештен изнад авеније Сан Мартин, у крају Агрономија (у граду Буенос Ајресу), назван је по писцу који је живео у оближњем крају неколико година пре него што ће отићи у Париз.
Неколико образовних установа носи његово име:
- Средња школа број 13 “Хулио Кортасар” (у Буенос Ајресу).
- Колеџ број 1 “Хулио Кортасар” (у крају Цвећа).
- Школа број 10 “Хулио Кортасар”, коју је Кортазар похађао (у Аргентини).
- Школа средњег образовања број 8 “Хулио Кортасар”, у граду Флоренсија Вареле, у јужном делу Буенос Ајреса.

Године 1984. фондација Конеx му је посмртно уручила награду Конеx у част његовом доприносу аргентинској литература.
Универзитет у Гвадалахари (Мексико) је инаугурисала Латиноамеричку Катедралу Хулио Кортасар, у част писца. На поменутом догађају нашли су се мексички писац Карлос Фуентес, колумбијанац Габријел Гарсија Маркес и Кортазарова удовица, Аурора Бернандес. Ова катедрала одаје почаст успомени, особи, делу и интелектуалним бригама које су постојале у животу аргентинца.
Током 2014, 100 година од његовог рођења, као почаст су издате различите књиге и отворене разне изложбе о писцу у различитим државама. На Тргу ослободилаца Националне бибилиотеке у Буенос Ајресу направљен је споменик у његову част.

### Пријатељства
Кортазар је био пријатељ многобројним писцима, што се огледа у чињеници да је у време његове смрти њему посвећено више од 500 књига за његову библиотеку. Дописивао се између 1965. и 1973. са аргентинском списатељицом Грасијелом Матуро. Такође је имао неколико пријатеља уметника, као што су Серхио де Кастро, Луис Сеоане, Хулио Силва, Луис Томасељо, Едуардо Хонкерес и Ћуми Ћумес.
Међу његовим бројним пријатељима писцима налазили су се, између осталих, Лесама Лима (чијих је дела био велики донатор), Октавио Пас, Пабло Неруда и Карлос Фуентес. Кортасар је, поред своје жене Ауроре Бернандес, развио чврст однос са песникињом Алехандром Писарник, према којој се понашао као старији брат.

### Стил и утицаји
Кортазар је имао велико интересовање за старе античке писце. У том интересовање кључна је била присутност аргентинског професора Артура Мараса, који га је подстакао да их чита често му позајмљивајући своје сопствене књиге. Прекретница у његовом стилу писања била је књига„Опијум: дневник једне детоксикације“ (шп. Opio: diario de una desintoxicación) Жана Коктоа. Кортасар је од младости осећао дивљење према делу овог аутора, као и према Џону Китсу, који је годинама остао један од његових омиљених песника.
Такође је увек осећао велико дивљење према делу аргентинца Хорхе Луиса Борхеса, дивљење које је било обострано упркос њиховим различитим идеологијама, Кортазар је био присталица левице, а Борхес је подржавао индивидуализам и одбацивао је тоталитарне режиме у потпуности. Његов књижевни укус је био веома широк и осећао је велику привлачност према књигама о вампирима и духовима, што је због његове алергије на бели лук, био повод за шалу од стране његових пријатеља.
Сам Кортасар је тврдио да је прочитао више француских и англосаксонских романа него шпанских, што је надокнађивао тако што је читао много шпанске поезије, укључујући Салинаса и Сернуду, којима је посветио ентузијастичне коментаре.

## Дела
Његова дела су преведена на различите језике. Роман „Школице“ је преведен на 30 различитих језика. У Кини су се појавиле верзије на мандаринском језику преведене од стране академца Фан Јана.
„Школице“(шп. Rayuela) је вероватно његово најпризнатије дело, написано 1963. Историја главног глумца Хорација Оливеире, и његова веза са “La maga”, испричана је на такав начин да се игра са субјективношћу читаоца. Ово дело често називају “антироман”, иако је сам Кортазар више волео да је назива “контрароман”. Дело нуди различите начине читања, на начин да је то “књига која је много књига”, али пре свега две. Прва се чита од почетка и завршава се на 56. поглављу. Друга почиње да се чита на 73. поглављу и на крају сваког поглавља је назначено где наставити са читањем.
Стил који негује током дела је веома разнолик, сматра се за једно од првих надреалистичких дела у аргентинској култури. У „Школицама“ он чак ствара нови језик, ‘’glíglico’’ , један музикалан језик који се интерпретује као ексклузивна игра, којег деле заљубљени, који их одваја од остатка света. Поглавље 68 је потпуно написано на овом језику.
„Неко ко се овде мува“(шп. Alguien anda por ahí), селекција прича објављена 1977. Његово издање је било цензурисано у Аргентини због војног режима (1976-1983). У овим причама, Кортазар обухвата различите жанрове, књижевне морфологије и тематике. Прва прича ‘’Cambio de luces’’, је типична нарација где описује меланхоличну историју Буенос Ајреса са неочекиваним крајем. Завршава књигу са историјом политичког насиља ‘’La noche de Mantequilla’’, која подсећа на дух романа ‘’Libro de Manuel’’.
На српском језику Сабране приче Хулија Кортасара 1 и 2, превела је Александра Манчић а објавио је Службени гласник 2012.

### Романи
- (Награде), 1960.
- (Школице), 1963.
- (62. Модел за састављање), 1968.
- (Мануелова књига), 1973.
- (Забава), написан 1949,али је тек објављен 1986.
- (Испит), 1986.
- (Дневник Андреса Фаве), 1986.

### Кратка проза
- , 1962.
- (Неки Лукас), 1979.

### Приче
- (Бестијари), 1951.
- (Крај игре), 1956.
- (Тајно оружје), 1959.
- (Све ватре ватра), 1966.
- (Октаедар), 1974.
- , 1975.
- (Неко ко се овде мува), 1977.
- (Толико волимо Гленду), 1980.
- , 1982.
- (Друга обала), 1994.

### Позориште
- (Краљеви), 1949. под псеудонимом Хулија Дениса;
- , 1970.

### Поезија
- (Присуство), 1938. под псеудонимом Хулија Дениса;
- (Пемое и меопе), 1971.
- (Изузев сумрака), 1984.

### Остало
- (Пут око дана за осамдесет светова), 1967.
- (Последња рунда), 1969.
- (Фантоми против мултинационалних вампира), 1975. текст полемичког карактера;
- , 1978.
- (Аутонаути космодрома), 1983. путописи и фотографије у сарадњи са Керол Данлоп.
- (Нераздвојиви папири), 2009.
- , 1967. слике Саре Фасио и текстови Кортазара;
- , 1970.
- (Књижевност у револуцији и револуција у књижевности), 1970.
- , 1972.
- (Фантоми против мултинационалних вампира), 1975. стрип;
- , 1976.
- (Никарагва тако дивљачки слатка), 1983.
- , 1984.
- , 2012.

### Преводи
- Комплетно дело Едгара Алана Поа (са енглеског)
- Memorias de Adriano, од Маргерите Јорсенар (са француског)
- Робинзон Крусо, од Данијела Дефоа (са енглеског)
- Vidas y cartas од Џона Китса (са енглеског)